# Celonites osseus
Celonites osseus är en stekelart som beskrevs av Morawitz 1888. Celonites osseus ingår i släktet Celonites och familjen Masaridae. Inga underarter finns listade.